# 康廣仁
康廣仁（1867年7月14日—1898年9月28日），名有溥，字廣仁，以字行；號幼博，又號大中、大廣，廣東省南海縣西樵北銀塘鄉人，康有為之弟。參與戊戌變法，慈禧太后重奪權力後，因梁啟超帶病往北京應付官試，與他同行，因而被捕，和譚嗣同、楊銳、林旭、劉光第、楊深秀齊被斬，合稱「戊戌六君子」。

## 官場
認為八股文有害人才的發展，因而每次應試都放棄作答，20歲後曾在浙江當小吏，其後曾當保甲差、闈場差。
變法失敗，六君子下獄論死，廣仁在獄中“言笑自若，高歌聲出金石”，他對譚嗣同說：“今八股已廢，人才將輩出，我輩死，中國強矣。”
在戊戌變法中，康廣仁勸其兄康有為：「八股已廢，力勸伯兄，宜速拂衣，雖多陳無益，且恐禍變生也……弟旦夕力言，新舊水火，大權在後，決無成功，何必冒禍……」。又在致何易中的信中指出：「伯兄規模太廣，志氣太銳，包攬太多，同志太孤，舉行太大。當地排者，忌者、擠者、謗者盈衢塞巷，而上又無權，安能有成？弟私竊深憂之，故常謂但竭力廢八股，俾民智能開，則危崖上轉石，不患不能至地。今已如願，八股已廢，力勸伯兄宜速拂衣，雖多陳無益，且恐禍變生也。」
康廣仁並未直接參與變法，甚至還有點反對康有為變法，本無罪，不當死。而慈禧太后因為康有為、梁啟超都跑了，非常怨恨，於是怪到康廣仁頭上，廣仁竟從容赴死，與其兄康有為「愛惜生命」的風格迥異。

## 家庭
妻黃娛謹，中國女學會倡辦董事；女康同荷，畢業於日本女學。
康廣仁最後葬於江蘇茅山。

## 學問
- 向美國传教士医生嘉約翰學西方醫術三年
- 篆書
- 認為作詩、駢文、散文均無用，故沒有甚麼文章傳世

## 政績
- 在澳門辦《知新報》
- 在上海設大同譯書局，譯日本書
- 在西樵鄉設一學校，教授西方知識
- 辦女學堂
- 1897年在上海與梁啟超、譚嗣同、汪康年創「不纏足會」

## 少年軼事
十六歲時，不喜歡帖括，因此不喜歡學習，被父親和兄長責怪，便自薦當小孩的老師。別人以為他在玩，便試試他，找來八、九名小孩做其弟子，他講課時甚為莊重嚴肅，更自創學規，令頑皮驕橫的小孩都很聽話。其他人因而知道他有辦事能力，便委託他負責不少家事。他令出必行，奴僕都很怕他，因此沒有事辦不成。
康有溥將他居住的樓前的芭蕉鋤走，康有為斥責他不仁，康有溥說那芭蕉沒有用，只會煩擾人。
康有為叫康有溥檢查、整理閣上的舊書，康有溥竟將數代傳下的帖括一把火燒掉。康有為問他原因，他反問康有為是否這些區區的東西也不能放棄，並認為留下那些東西，那座樓就不會清淨。
以上各事，可見康有溥為人剛斷。

## 延伸阅读
[在维基数据编辑]
 《清史稿/卷464》，出自趙爾巽《清史稿》

### 引用
1. ↑  《哀烈錄》
2. ↑  康广仁. .

### 书目
- 梁啟超《康廣仁傳》